# Répertoire général
 (signalé en juin 2025).
Si vous disposez d'ouvrages ou d'articles de référence ou si vous connaissez des sites web de qualité traitant du thème abordé ici, merci de compléter l'article en donnant les références utiles à sa vérifiabilité et en les liant à la section « Notes et références ».
- Archive Wikiwix
- Bing
- Cairn
- DuckDuckGo
- E. Universalis
- Gallica
- Google
- G. Books
- G. News
- G. Scholar
- Persée
- Qwant
- (zh) Baidu
- (ru) Yandex
- (wd) trouver des œuvres sur Wikidata

Le Répertoire général, tenu par les agents de l'administration de l'enregistrement, était un système de registres et fiches permettant de connaitre, au moins théoriquement, la fortune de chaque habitant du territoire national.

## Origine
Dès l'Ancien Régime il a été tenu par les bureaux de contrôle et d'insinuation des registres de formalité qui permettaient de vérifier l'exactitude de certaines déclarations faites au fisc et de procéder à un Forcement..
Avec la Révolution et la création de l'Administration de l'Enregistrement, des Domaines et du Timbre les registres sont progressivement harmonisés et unifiés sur l'ensemble du territoire national. Une nouvelle classification induit la constitution de trois séries de registres différents, en fonction de leur contenu : actes civils publics (actes notariés), actes sous-seing privé (dissociés à partir de 1799), mutations par décès. Une quatrième série, ouverte seulement dans les bureaux des villes sièges d'un tribunal civil, est exclusivement réservée à l'enregistrement des jugements et des actes de procédure de ces tribunaux et des justices de paix.
Liste des Tables et registres tenus jusqu'au 31.12.1865: 
1. Table des successions et absences
2. Table des acquéreurs
3. Table des baux
4. Répertoire des droits celés.
5. Registre des découvertes
6. Registre des recettes (subdvisé en Actes civils publics, actes ssp, actes judiciaires)
7. a.Actes civiles publics (ou actes des notaires, huissiers de justice etc)
8. b.Actes sous seing privé
9. c.Actes judiciaires
10. d.Registre des mutations par décès: déclaration de succession ou d'absence.
11. Mutation de fonds de commerce et assimilés.

En 1825 certaines autres tables ouvertes parfois dès l'Ancien Régime(contrats de mariage, vendeurs, sépultures, inventaires successoraux etc) sont supprimées
Ces registres et tables donnent normalement l'état civil des parties ou défunt héritiers, etc., leur domicile, la nature de l'acte, le prix ou valeur, la situation du bien ou permettent d'acceder par un système de renvoi au registre spécial contenant ces renseignements.  
Ce système très complexe ne permettait guère de contrôler que les biens situés et les personnes domiciliées dans le ressort d'un même bureau et était critiqué.

## Répertoire général
L'instruction de régie 2320/1865 et la circulaire du 28 novembre 1865 fixent les instructions de Régie fondamentales. 
À compter du 1er janvier 1866, les diverses tables et registres sont supprimés, sauf la table des successions, qui est maintenue. Un nouveau système de recherche, basé sur l'identité (nom et prénoms) du contribuable, est créé. C'est le « Sommier du Répertoire général », dans lequel chaque individu dispose, à partir du premier acte qu'il passe, d'une case où sont inscrits tous les actes qu'il va passer par la suite. Une table sur fiches permet de retrouver le numéro du sommier (grand registre) et le numéro de la case.

### Répertoire
Au vu de l'acte qu'il a lui-même enregistré, l'agent annote la case de l’intéressé (qui peut être vendeur, acquéreur, bailleur, locataire, défunt, épouse, etc.) de l'opération juridique, de la valeur, etc. Cette case est ouverte dans un registre. Le bureau détient plusieurs sommiers (1 à x..) créés au fur et à mesure des enregistrements. La recherche est guidée par un fichier alphabétique où chaque fiche contient le nom de son titulaire, ses prénoms et l'indication du registre et de la case le concernant (exemple : 17/211). Pour des raisons pratiques de mauvaise identification, un individu peut avoir deux ou plusieurs cases ouvertes successivement dans le même bureau. Il peut bien entendu avoir des cases dans des bureaux différents, ce qui marque les limites de cette documentation.
Après décès, la fiche individuelle est transférée dans un sous-fichier appelé familièrement « cimetière ».

### Case
Pour le cas d'un contribuable n'ayant jamais été concerné par un acte enregistré dans le bureau, l'agent crée d'abord une fiche puis ouvre une case. La case d’un individu couvre les deux pages, de gauche et de droite, d’un registre ouvert. La page de gauche est consacrée aux renseignements concernant l’actif (acquisitions, contrats de mariage, bénéfice de successions, etc.) et la page de droite au passif (ventes, donations, testaments). Au bas de la page du passif, sont indiqués en conclusion la date de décès de l’individu ainsi que la date et numéro de sa déclaration de succession. Les éléments d’information contenus à l’actif comme au passif sont les suivants :
- nom et prénoms de l’individu
- éventuellement, nom et prénoms du conjoint et renvoi au numéro de case le concernant
- nature des actes déclarés:
- dates des actes ou des décès, références de la formalité.
- noms et lieux de résidence des notaires qui ont reçu les actes
- valeur des biens mobiliers et immobiliers
- référence des comptes (ou « cases ») des précédents propriétaires
- observations éventuelles

### Renvois
Il est créé dans certains bureaux spécialement désignés un répertoire général centralisateur alimenté par un système de renvois. 
Le receveur compétent pour l'enregistrement analyse l'acte déposé, l'enregistre et rédige par copie autant de renvois (brève analyse de l'acte) qu'il est nécessaire. Par exemple : 1 pour le vendeur, 1 pour l'acheteur, 1 pour le bien.
Au vu du renvoi qu'il reçoit, le « contrôleur » du domicile du vendeur ou de l'acquéreur annote le répertoire centralisateur. Avec le renvoi concernant le bien, le contrôleur du lieu de situation procède au contrôle de la valeur déclarée ou du prix.
Il y avait des contrôles centraux à Paris (Place Saint Sulpice) et dans plusieurs grandes villes de province. En raison des déménagements fréquents de contribuables dans ces villes et de la spécialisation des bureaux d'enregistrement, il était indispensable de créer un service permanent et à compétence unifiée.

## Utilité et postérité
À partir du 1er janvier 1866 l'innovation que représente l’institution du répertoire général entraîne une modification complète des méthodes de recherche. Désormais, c’est le nom du contractant et non plus le thème de l’acte qui sert de clef d’accès à l’ensemble des différents instruments de recherche. Le contrôle des droits de succession fut considérablement facilité. Jusqu'à la fin des années 1970 et même s'il était théoriquement abandonné le répertoire fut utilisé avec efficacité dans la lutte contre la fraude fiscale dans les secteurs ruraux. Il fut ainsi sollicité entre 1946 et 1949 pour le contrôle de l'impôt de solidarité nationale.
Mais dès la fin des années 1930 l'administration envisageait de nouvelles méthodes, à partir de 1945 des simplifications furent opérées puis le 31 décembre 1969 la tenue du répertoire général fut abandonnée. 
Matériellement les répertoires généraux ont été versés aux archives départementales et ils sont utilisés principalement par les généalogistes. En fait beaucoup ont été détruits et pour ceux qui subsistent, l'absence fréquente de fichiers les rend inutiles sauf en quelques endroits où les fiches ont été microfilmées.
Dans un contexte technique radicalement nouveau mais fondé sur une analyse identique des divers actes et mutations enregistrés il existe à la Direction générale des Finances publiques une Banque Nationales des Données Patrimoniales. La BNDP s'est substituée à cet ancien instrument dont elle continue l'esprit.